# Chen Jitong
Chen Jitong (chino simplificado, 陈季同 tradicional 陳季同, pinyin, Chén Jìtòng, también conocido como Tcheng Ki-tong, nombre de estilo  敬如; Houguan, hoy Fuzhou,  1851-Nankín, marzo de 1907) fue un diplomático, general y escritor chino de finales de la dinastía Qing. 
En 1869 comenzó a estudiar la lengua francesa en una escuela asociada a la marina de Fuzhou. En, fue seleccionado para acompañar a Shen Baozhen a Europa y escribió un libro sosbre sus impresiones a su vuelta a China al año siguiente. Ocupó varios cargos importantes en el servio de asuntos exteriores de los 
Qing y escribió varias obras durante su fase diplomática en Francia.
En 1891, fue despedido de todos sus puestos oficiales y se estableció en Shanghái. Tras la primera guerra sino-japonesa sirvió como ministro de asuntos exteriores en la efímera República de Formosa. 

## Obra
- Les Chinois peints par eux-mêmes. 3. ed. Paris: Calmann-Lévy, 1884.
- Le théâtre des Chinois : étude de mœurs comparées. 3. éd. Paris: Calmann Lévy, 1886.
- Comment on devient Parisien. Le Figaro, 1885
- Contes chinois, Paris, Calmann Lévy, 1889.
- Le Roman de l'Homme Jaune, Mœurs chinoises. P., Charpentier, 1891.